# Amadou Kader
Abdoul Kader Amadou (ur. 5 kwietnia 1989 w Niamey) – piłkarz nigerski grający na pozycji prawego lub środkowego obrońcy. Od 2015 roku jest piłkarzem klubu AS SONIDEP.

## Kariera klubowa
Karierę piłkarską Kader rozpoczął w klubie Olympic FC ze stolicy kraju Niamey. W jego barwach zadebiutował w sezonie 2006/2007 w pierwszej lidze nigerskiej. Grał w nim do 2009 roku. Wtedy też odszedł do AS FAN. W sezonie 2010 wywalczył z ASFAN mistrzostwo i Puchar Nigru.
Na początku 2011 roku Kader został zawodnikiem kameruńskiego Cotonsportu Garua. W sezonie 2010/2011 został z nim mistrzem Kamerunu. Sezon 2011/2012 rozpoczął od gry w Olympic FC, z którym wywalczył mistrzostwo Nigru, a kończył go w Cotonsport, z którym został wicemistrzem Kamerunu. W latach 2012–2015 ponownie grał w Olympic FC. Z 2015 przeszedł do AS SONDIEP. W sezonach 2017/2018 i 2018/2019 został z nim mistrzem Nigru, a w sezonie 2018/2019 zdobył również Puchar Nigru.

## Kariera reprezentacyjna
W reprezentacji Nigru Kader zadebiutował 2 września 2006 w przegranym 0:2 meczu kwalifikacji do Pucharu Narodów Afryki 2008 z Nigerią, rozegranym w Abudży. W 2012 roku został powołany do kadry na Puchar Narodów Afryki 2012, a w 2013 do kadry na Puchar Narodów Afryki 2013. W kadrze narodowej od 2006 do 2016 wystąpił 29 razy.